# Seattle Storm 2009
La stagione 2009 delle Seattle Storm fu la 10ª nella WNBA per la franchigia.
Le Seattle Storm arrivarono seconde nella Western Conference con un record di 20-14. Nei play-off persero la semifinale di conference con le Los Angeles Sparks (2-1).

## Roster
| N° | Naz.                   | Ruolo | Sportivo            | Anno | Alt. | Peso |
| -- | ---------------------- | ----- | ------------------- | ---- | ---- | ---- |
| 1  | Stati Uniti (bandiera) | G     | A'Quonesia Franklin | 1985 | 163  | 70   |
| 2  | Stati Uniti (bandiera) | A     | Swin Cash           | 1979 | 185  | 73   |
| 4  | Stati Uniti (bandiera) | GA    | Katie Gearlds       | 1984 | 185  | 83   |
| 9  | Australia (bandiera)   | C     | Suzy Batkovic       | 1980 | 193  | 92   |
| 10 | Stati Uniti (bandiera) | G     | Sue Bird            | 1980 | 175  | 68   |
| 14 | Stati Uniti (bandiera) | G     | Shannon Johnson     | 1974 | 170  | 69   |
| 15 | Australia (bandiera)   | AC    | Lauren Jackson      | 1981 | 196  | 85   |
| 20 | Stati Uniti (bandiera) | A     | Camille Little      | 1985 | 188  | 82   |
| 22 | Stati Uniti (bandiera) | GA    | La'Tangela Atkinson | 1984 | 185  | 74   |
| 30 | Stati Uniti (bandiera) | G     | Tanisha Wright      | 1983 | 180  | 75   |
| 33 | Stati Uniti (bandiera) | C     | Janell Burse        | 1979 | 196  | 90   |
| 43 | Stati Uniti (bandiera) | C     | Ashley Robinson     | 1982 | 193  | 82   |
| 44 | Stati Uniti (bandiera) | A     | Ashley Walker       | 1987 | 185  | 91   |

## Staff tecnico
- Allenatore: Brian Agler
- Vice-allenatori: Shelley Patterson, Nancy Darsch
- Preparatore atletico: Tom Spencer
- Preparatore fisico: Rose Baker
- Assistente preparatore atletico: Melissa Hardin